# Odolf d'Utrecht
 (juin 2021).
Si vous disposez d'ouvrages ou d'articles de référence ou si vous connaissez des sites web de qualité traitant du thème abordé ici, merci de compléter l'article en donnant les références utiles à sa vérifiabilité et en les liant à la section « Notes et références ».
Odolf d'Utrecht ( - Utrecht, 865) également appelé Odulphe, est un clerc franc missionnaire en Frise reconnu saint par l'Église catholique et l'Église orthodoxe. Sa fête est le 12 juin.

## Biographie
Odolf naît dans une tribu noble franque. Les sources les plus anciennes (Xe siècle- XIe siècle) suggèrent qu'Odulphe est né dans le nord de la France actuelle. Cependant, des écrits du XVe siècle situent sa naissance à Oirschot dans le Brabant-Septentrional. Il est d'abord prêtre dans la paroisse d'Oirschot (qui relève de l'évêque de Liège), Odolf part pour Utrecht pour y vivre comme chanoine dans la communauté monastique du diocèse d'Utrecht. L'évêque Frédéric d'Utrecht envoie ensuite Odolf, qui s'est fait un nom en tant que prédicateur, en Frise où il poursuit l'œuvre des missionnaires Willibrord, Boniface et Liudger. À Stavoren, Odolf fonde un chapitre de chanoines d'où émerge plus tard l'abbaye Saint-Odolf (nl), qui perdure jusqu'au XVe siècle. Selon son hagiographie, il agit en Frise avec succès contre les hérésies comme l'arianisme et les sabelliens. Il passe ses dernières années à Utrecht, où il meurt en 865.